# 老西奧多·羅斯福

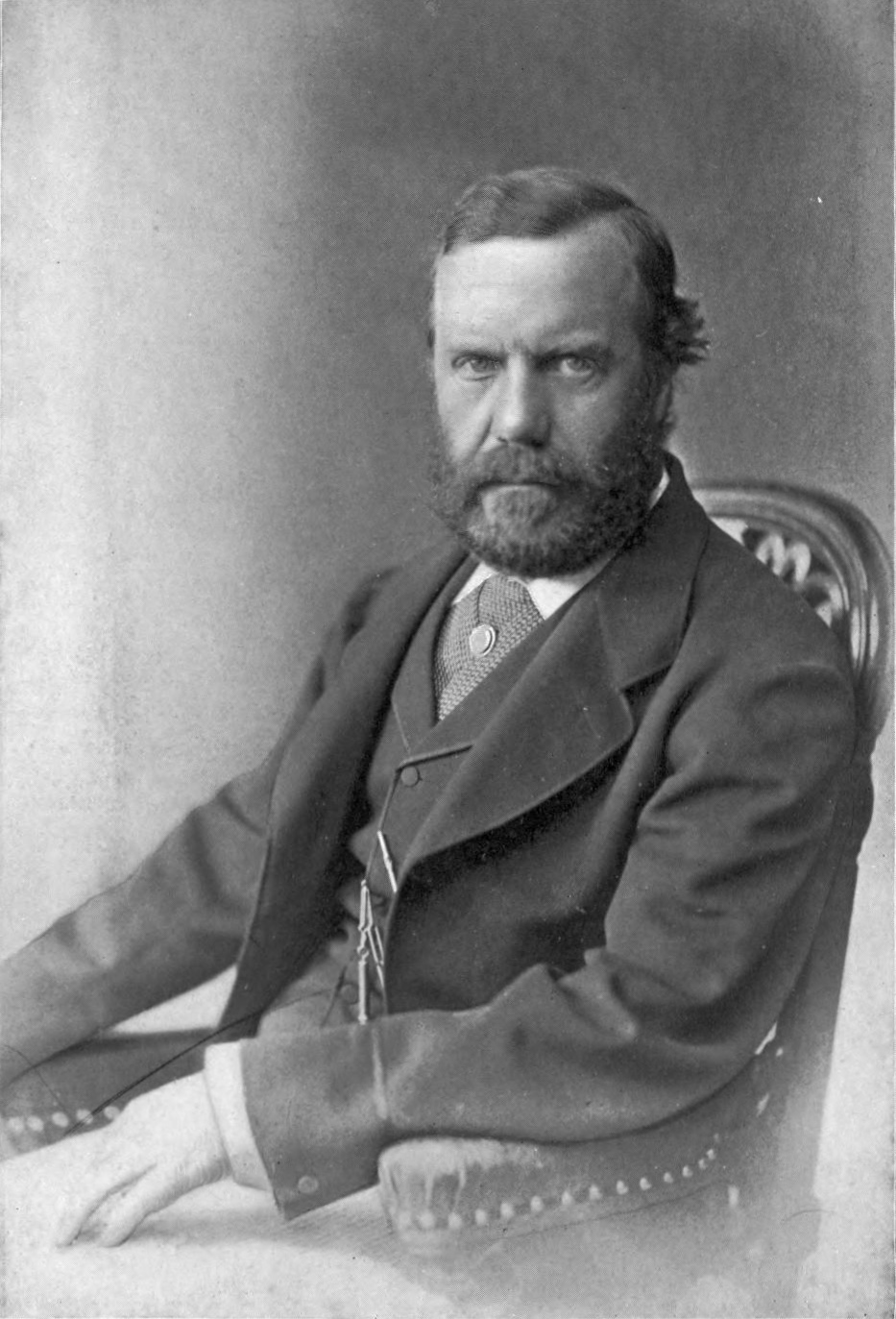
老西奥多·罗斯福

老西奧多·羅斯福（英語：Theodore Roosevelt, Sr.，1831年9月22日—1878年2月9日），暱稱西·羅斯福（Thee Roosevelt）美國商人及慈善家，生於紐約市，為羅斯福家族的第四代，他是美國總統西奧多·羅斯福的父親，美國第一夫人埃莉诺·罗斯福的祖父。
他曾經捐助建立大都會藝術博物館、美國自然史博物館等。

## 生平
在家中，他排行第五，有四個兄長。其弟威廉（William）在一歲時過世。